# Hieracium atricollum
Hieracium atricollum es una especie de planta con flor del género Hieracium, de la familia Asteraceae, orden Asterales.

## Distribución
Hieracium atricollum se distribuye por Rusia europea.

## Taxonomía
Fue descrita científicamente por Schljakov. Fue publicada en Fl. Murmansk. Obl. 5: 403, 456 (1966).